# Goodbye and Hello
Goodbye and Hello — второй студийный альбом американского музыканта Тима Бакли, выпущенный в августе 1967 года.
Альбом был позже переиздан 22 января 2001 года в сборнике с дебютным альбомом Тима Бакли на WEA/Elektra. В 2005 году 180-граммовая версия пластинки была выпущена на лейбле Four Men With Beards и распространяется компанией City Hall Records. Альбом является наиболее коммерчески успешным альбомом музыканта.

## Запись
Альбом был записан в июне 1967 года в Лос-Анджелесе и спродюсирован Джерри Йестером и Джеком Хольцманом.

## Отзывы
Альбом был включен в книгу 1001 Albums You Must Hear Before You Die. В 2000 году он занял 516-е место в рейтинге 1000 лучших альбомов Колина Ларкина за все время.

## Трек-лист
Все песни написаны Тимом Бакли кроме указанных
Сторона «A»
1. «No Man Can Find the War» (Larry Beckett, Buckley) — 2:58
2. «Carnival Song» — 3:10
3. «Pleasant Street» — 5:15
4. «Hallucinations» (Beckett, Buckley) — 4:55
5. «I Never Asked to Be Your Mountain» — 6:02

Сторона «B»
1. «Once I Was» — 3:22
2. «Phantasmagoria in Two» — 3:29
3. «Knight-Errant» (Beckett, Buckley) — 2:00
4. «Goodbye and Hello» (Beckett, Buckley) — 8:38
5. «Morning Glory» (Beckett, Buckley) — 2:52